# 嚴郢
严郢（8世纪—783年），字叔敖，华州华阴县（今陕西省华阴市）人，唐朝官员。
天宝初年進士，补授太常协律郎，守太庙。唐肃宗至德（756年—758年）初年，郭子仪收复洛阳，被擢为大理司直。再官监察御史。有巫师申泰芝以妖术谄事当权宦官李辅国，被任为道州军校。申泰芝为官腐败，向当地少数民族勒索财物。邻近的潭州刺史龐承鼎对他不满，趁他来潭州时将他拘押，起获赃物，上表弹劾。申、庞都被带到长安，李辅国反诬庞承鼎，命吕諲调查。吕諲命判官嚴郢调查后上疏为庞承鼎辩白，证实申泰芝有罪。严郢罢官流放于建州（治所在今福建省建瓯县）。代宗即位，召严郢回京，任监察御史，署帅府司马。升任河南尹兼水陆转运使。
严郢担任京兆尹时，生性峻暴，“敢诛杀，盗贼一衰，减隶官匠丁数百千人，号称职尹。”因不依附杨炎，到了杨炎为相，厭恶严郢，將之左迁大理卿。卢杞任宰相，利用严郢与杨炎有积怨，提升严郢任御史大夫，暗中打擊杨炎，逮捕河中观察使趙惠伯，“楚掠惨棘，锻成其罪”，杨炎罪状成立被殺。不久卢杞忌严郢才幹，于建中三年（782年）夏四月贬为费州刺史。一年後去世。